# Vegeta (personage)

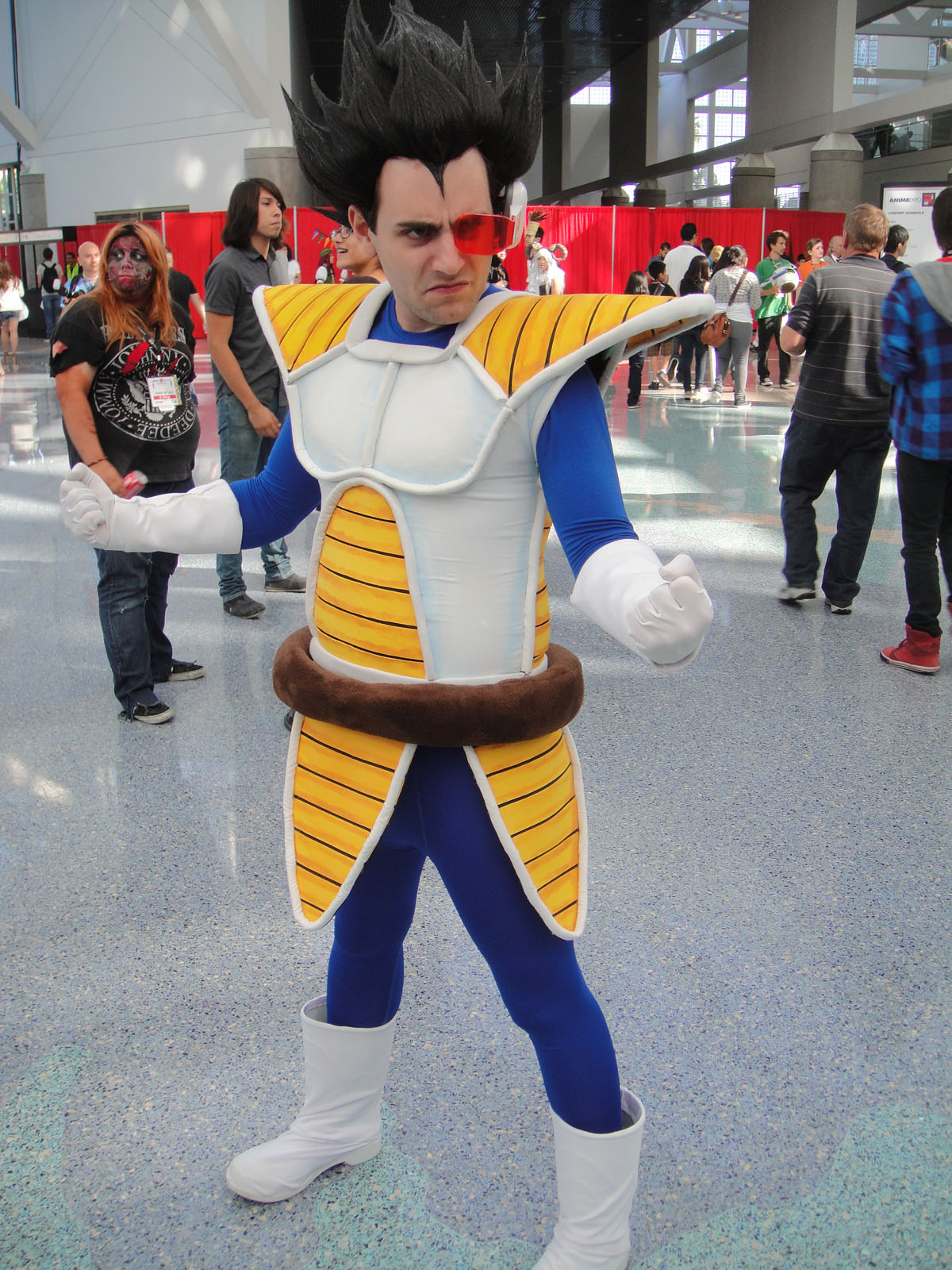
Cosplayer, uitgedosd als Vegeta

Vegeta is een personage uit de manga Dragon Ball van Akira Toriyama.   Hij verschijnt in de animeseries Dragon Ball Z, Dragon Ball GT en Dragon Ball Super.
Vegeta is een arrogant en koppig personage. Hij is tevens een belangrijk personage dat zich door de serie heen bewijst als een van de goeden. Vegeta is de zoon van King Vegeta. Dat maakt hem dus de prins van de Saiyans. Na de dood van zijn vader en de vernietiging van zijn planeet bleef Vegeta voor de wrede dictator Freeza werken, samen met de Saiyans Nappa en Raditz. Ondanks zijn persoonlijkheid is Vegeta toch een grote aanwinst voor de Z Warriors. Hij is ook samen met Son Goku & Broly een van de laatste volbloed Saiyans.

## Levensloop

### Saiyan
Vegeta werd toen hij klein was bij zijn vader weggehaald, omdat Freeza Vegeta bij zich wilde hebben. Freeza had King Vegeta en alle andere Saiyans behalve Goku, Raditz, Vegeta en Nappa gedood toen hij planeet Vegeta vernietigde. Naast deze Saiyans ontsnapten ook nog een paar andere Saiyans namelijk Turles, Broly, Paragus, Tarble en Bardock. Vegeta bleek een goede aanwinst te zijn voor Freeza door zijn enorme kracht en werkte voor Freeza, tot hij naar aarde vertrok om de Dragon Balls te vinden. Raditz, de broer van Goku, had een microfoon in zijn oor, en toen hij doodging en alle informatie over de dragonballs die Vegeta nodig had dus hoorde, hoorden Vegeta en Nappa het ook. Hij en Nappa reisden af naar de aarde om de dragonballs te verkrijgen en onsterfelijkheid te wensen. Aangekomen werden ze geconfronteerd door de Z Warriors. Vegeta wachtte rustig het moment af tot Goku zijn gezicht zou laten zien dus liet hij Nappa spelen met de Z Warriors. Toen Goku uiteindelijk arriveerde en Nappa geen partij bleek, doodde Vegeta hem. Daarna vocht hij ook tegen Goku. Goku bleek een waardige tegenstander, maar uiteindelijk in zijn gevecht bleek hij toch de sterkste door te transformeren naar een gigantische aap, een Oozaru. Helaas voor hem werd zijn staart afgehakt door de Z Warrior Yajirobi en transformeerde hij terug. Als dat nog niet erg genoeg was, Goku's zoon Gohan bleek ook nog een staart te bezitten en transformeerde ook en viel Vegeta aan. Ondanks dat Gohans macht groter was dan die van hem slaagde Vegeta erin Gohan staart eraf te hakken. Maar tot pure pech kwam hij onder de meters grote Gohan terecht toen die viel waardoor hij zwaargewond achterbleef. Al kruipend naar zijn schip zwoer hij wraak. Goku's vriend Krillin wilde de gewonde Vegeta doden maar Goku hield hem tegen. Vegeta vluchtte terug naar huis om zijn wonden te genezen. Vegeta's grote trots was zwaar gekrenkt.

### Namek
Na de gebeurtenissen op aarde kwam Vegeta erachter dat er ook Dragon Balls zijn op de planeet Namek, dus zodra hij genezen was, ging hij er direct heen. Daar aangekomen kwam hij erachter dat Freeza zelf ook achter de Dragon Balls aanzat. Ook waren Krillin en Gohan aanwezig. Hij was vastberaden om de Dragon Balls in handen te krijgen zodat hij kon wensen om onsterfelijk te worden en Freeza kon verslaan. Na het doden van wat Namekianen en het verslaan van oude bekende (Cui) en Dodoria werd hij na de confrontatie met Zarbon zwaargewond naar Freeza gebracht, die hem genas. Hij kreeg het daarna voor elkaar uit het schip van Freeza te ontsnappen en de Dragonballs die Freeza en zijn mannen hadden gevonden te stelen. Ook doodt hij Zarbon vanwege de unieke Saiyan gave om sterker te worden na elke bijna-doodervaring. (De Zenkai-Boost) Toen hij de aankomst van Freeza's elite team de Ginyu Force voelde aankomen was hij gedwongen om een pact te sluiten met Krillin en Gohan die de laatste Dragonball in bezit hadden. maar voordat zij de draak konden roepen was de Ginyu Force al gearriveerd. Vegeta, Gohan en Krillin slaagde erin een lid, Guldo te doden, maar Recoome was veel te sterk. Ze lieten Vegeta ook niet vluchten en hij werd samen met Gohan en Krillin tot moes slagen. Ze werden bijna vermoord toen Goku opdaagde en beide Recoome en Burter tot de grond dwong. Dit krenkte Vegeta's trots nog meer, dat de prins van de saiyans wordt gered door een simpele "voet soldaat". Vegeta doode de verslagen Recoome en Burter wel om te laten zien dat Goku nog steeds veel te naïef was. Goku werd lichamen verwisseld met Captain Ginyu maar Gohan slaagde erin deze te verslaan en Goku redde Vegeta van bijna zelf verwisseld te worden met Captain Ginyu. --> Vegeta doodde het laatst overgebleven Ginyu Force-lid, Jeice. Terwijl Goku genas en Krillin en Gohan de Dragonballs zochten, rustte Vegeta.
Terwijl Vegeta sliep vonden Krillin en Gohan de Dragonballs en samen met de hulp van de kleine Namekiaan Dende riepen ze de draak op en wenste ze Piccolo tot leven. Vegeta werd wakker en arriveerde net te laat, samen met Freeza bij de draak. Een confrontatie was onvermijdelijk. Vegeta was met kracht flink toegenomen toen hij met Freeza vocht maar Freeza had een paar trucjes. Freeza transformeerde naar een sterkere versie van zichzelf. Zo sterk dat Vegeta niks tegen hem kon beginnen. Uit pure waanzin en wanhoop liet Vegeta zich ernstig verwonden door Krillin voor meer kracht. Dende genas hem en daardoor kwam Vegeta terug in het gevecht met Freeza, zeggende dat hij een Super Saiyan was geworden(wat Freeza meer vreesde dan wat dan ook). Maar Freeza transformeert weer en weer bleek Vegeta niet sterk genoeg. Vegeta ontsnapt weer aan de dood met de komst van Piccolo. Piccolo bleek nog sterker te zijn dan Vegeta, wat Vegeta's trots nog meer krenkte, omdat niet alleen Goku maar nu ook een Namekiaan sterker dan hij bleek. Helaas was Piccolo's kracht ook niet genoeg wanneer Freeza voor een derde en laatste keer transformeerde. Op dat punt arriveerde een genezen Goku.
Voordat Goku kon ingrijpen doodde Freeza Vegeta, die zijn hart uitstortte op Goku. Tijdens het gevecht tussen Goku als echte super saiyan en Freeza werd Vegeta tot leven gewenst door de aardse Dragonballs en naar de Aarde getransporteerd. Nadat Freeza was verslagen kon Vegeta nergens meer heen dan op de aarde blijven. Hij verbleef bij de familie Briefs (Bulma) waar Bulma's vaders uitvinding hem de kans gaf te trainen zoals Goku dat deed, met 450 keer de normale zwaartekracht.

### Super Saiyan Vegeta
Vegeta vond het al erg dat Goku Freeza had verslagen. Maar toen hij zag dat Goku ook nog eens Super Saiyan geworden was, wilde hij dat ook worden, omdat hij de Prins van alle Saiyans is. Zijn verlangen werd groter toen een onbekende Super Saiyan transformeerde en Freeza en zijn vader Koning Cold voorgoed doodde toen ze op aarde arriveerde. Hij wist niet dat de onbekende de toekomstige zoon van hem en Bulma, Trunks is. Hij ging met een ruimteschip weg de ruimte in om te trainen, om te zoeken naar het geheim van de Super Saiyan. Tijdens een training op een planeet waar hij constant zijn ruimteschip moest beschermen tegen meteorieten kwam een reusachtige meteoriet zijn richting op. Hij moest alles op alles zetten om deze reusachtige meteoriet te vernietigen, of anders zou hij sterven op die planeet. Toen hij daar zwaargewond maar in leven op de grond lag knapte iets in hem, het kon hem opeens allemaal niets meer schelen. Het los laten van al zijn woede en frustratie(en misschien ook zijn trots) veranderde hem in een Super Saiyan.

### Androids
Hij kwam terug op aarde en zag dat Goku net neer ging door het voorspelde hartvirus. Hij transformeerde weer naar Super Saiyan en doodde de Android 19 met gemak. Dr. Gero vluchtte naar zijn lab en activeerde Android 17 en Android 18 die op hun beurt weer Dr. Gero vermoordde en Android 16 activeerde. Android 18 vernederde Vegeta door hem als Super Saiyan te verslaan voor de ogen van zijn zoon en dat pikte hij niet. Hij trainde in de Hyperbolic timechamber. Daar bereikte Vegeta de tussenstage van Ascended Super Saiyan en noemde zichzelf Super Vegeta.
Toen hij van plan was Androids 18 en 17 te verslaan kwam hij Cell tegen. Cell had Android 17 geabsorbeerd maar nog niet Android 18 en wist dat hij Vegeta niet kon verslaan. Vegeta had Cell in deze fase makkelijk kunnen verslaan en speelde op een arrogante wijze voortdurend met Cell. Zelfs zonder krachtige aanvallen bleek Vegeta onaantastbaar voor Cell. Vegeta liet Cell wel de eerste klap uitdelen. Dit omdat volgens Vegeta alleen de zwakken de eerste klap uitdelen. Na veel irritatie van Cell die Vegeta bij hem gekweekt had, ging Cell het psychisch spelen. Hij speelde in op Vegeta's trots dat hij, als Vegeta hem toeliet Android 18 te absorberen een veel waardigere tegenstander zal zijn. Vegeta trapte erin en Cell absorbeerde Android 18. Het gevolg was dat Cell, nu in zijn Perfect vorm, zonder de volledige power te unleashen, een stuk sterker was dan Vegeta.
Vegeta deed alles in zijn macht om Cell te verslaan, maar niks werkte. Zelfs toen hij Cell vroeg te blijven staan om te testen hoe sterk hij werkelijk is en zijn Final Flash op hem af vuurde. Vegeta richtte de Final Flash op zijn arm omdat hij dan dacht cell makkelijker te verslaan zonder een arm. Maar vegeta wist niet dat cell kon herstellen. Dit tot ieders verbazing dat Cell deze krachtige aanval overleefd had. Cell wilde weten of er nog krachtige strijders op aarde te vinden waren en organiseerde een toernooi, de Cell Games, waardoor de aarde een paar dagen gespaard werd. Tijdens het toernooi kwam ook voor het eerst Hercule opdraven, een onwetende martialartskampioen. Aan het eind van het toernooi transformeerde Gohan naar Super Saiyan 2 en versloeg Cell. Cell keert terug dankzij zijn cellen van Piccolo en doodt Trunks, waardoor Vegeta totaal uit zijn dak gaat en Cell direct aanvalt: een mislukte aanval, maar Gohan helpt hem wanneer Cell hem naar een andere dimensie wil helpen. Gohan vecht weer tegen Cell. Tijdens de laatste Kame Hame Ha's van Cell en Gohan, vuurde Vegeta zijn Big Bang Attack af op de rug van Cell, waardoor deze werd verzwakt en Gohan Cell's Kame Hame Ha kon overtreffen. Hierdoor werd Cell uiteindelijk volledig vernietigd.

### Majin Vegeta
Zeven jaar nadat Cell was vernietigd werd het World Championship Martial Arts georganiseerd waaraan Vegeta ging meedoen om aan Goku en Gohan te tonen dat hij de sterkste is. In die tijd is hij met Bulma getrouwd en traint Trunks persoonlijk. Tijdens het toernooi werd Gohan van zijn kracht beroofd door twee handlangers van de tovenaar Babidi: Yamu en Spopovich. Vegeta ging Goku achterna samen met Piccolo, Krillin, Gohan, Kibito en Supreme Kai. Aangekomen bij het ship laten beide Vegeta en Goku weten dat Babidi's handlangers er lang niet zo sterk uitzien. Eenmaal in het schip versloeg Vegeta Pui Pui en Goku versloeg het beest Yakon met kinderlijk gemak. In de lagere niveaus stuitten ze op de koning van de demonenwereld Dabura, maar het gevecht tussen Gohan en Dabura bleef onbeslist.
Babidi gebruikte zijn magie om Vegeta in zijn macht te krijgen, die bewust niet echt tegenwerkte, wat alleen mogelijk is als iemand geen puur hart heeft. Vegeta liet zich opzettelijk overnemen door Babidi zodat hij even sterk werd als Goku als Majin Vegeta werd hij Super Saiyan 2. Majin Vegeta en Goku vochten maar bleken gelijkwaardig aan elkaar doordat Goku niet volledig doortransformeerde. Het gevecht werd gestaakt toen ze de krachten van Babidi's wezen Majin Boo voelden. Goku wilde eigenlijk samen met Vegeta gaan vechten tegen deze Majin Boo, maar Vegeta sloeg Goku bewusteloos om te voorkomen dat Goku zich ermee ging bemoeien.
Vegeta vocht tegen Boo, maar Boo bleek te sterk. Daarom probeerde hij zichzelf op te blazen om zo Boo mee te nemen naar de hel. Dit mislukte, want Majin Boo herstelde zich. Toen de situatie hopeloos werd op aarde liet King Yemma hem samen met Goku tegen Majin Boo vechten. Vegeta en Goku fuseerden in Vegito dankzij de Potara oorbellen van de Kaioshin. Toen het leek dat Boo bijna werd vernietigd, slurpte Boo Vegito op in zijn maag. Het bleek een list te zijn zodat Vegeta en Goku hun vrienden wisten te redden (Gohan, Goten, Trunks en Piccolo die al geabsorbeerd waren).
Doordat ze in Boo zaten werkte de fusie op de een of andere manier uit en Vegetto werd weer gesplitst in Goku en Vegeta. Om Boo te verslaan hadden ze de kracht van Vegetto nodig. Vegeta verpulverde echter zijn Potara oorbel zodat hij niet meer met Goku kon fuseren. Vegeta en Goku konden niet winnen van Boo, maar gelukkig kwam Vegeta met een briljant plan om Boo te vernietigen. Hij wenste alle mensen op aarde terug met de Dragonballs zodat ze hun kracht konden geven aan Goku die daarmee een Spirit Bomb kon maken. De slechte Majin Boo werd uiteindelijk vernietigd door Goku's Spirit Bomb en reïncarneerde in Oob. De goede Boo bleef leven en werd vriend van Hercule.

### Dragon Ball GT

#### Baby Vegeta
In Dragon Ball GT gaat het verhaal verder. Vegeta had ondertussen al twee kinderen. Trunks en Bra. Op een gegeven moment kwam Baby (een Tuffle) op aarde en nam Vegeta's lichaam over. Later maakte Baby met de Black Star Dragon Balls de planeet Plant en hersenspoelde de mensen tot Tuffles (de Tuffles betraden de lichamen van de mensen en namen ze over). Goku moest de strijd aangaan met Vegeta maar dat ging knap lastig, want Vegeta werd een Golden Oozaru, maar Goku werd Super Saiyan 4. En uiteindelijk lukte het Goku om Baby uit zijn lichaam te halen, want Goku schoot de staart van de Oozaru Tuffle eraf door middel van een ki-blast. Baby werd toen vernietigd door Goku met een Kame Hame Ha wanneer hij probeerde te ontsnappen in zijn ruimteschip.

#### Super Android 17
Tijdens de Super 17-saga treedt hij op om de aarde te beschermen. Toen de slechte Syn Shenron kwam, kon hij met behulp van de Blutz waves die door een machine die Bulma had gemaakt werden uitgezonden transformeren in een Super Saiyan 4. Toch zijn de SSJ4 krachten van beide Goku en Vegeta niet genoeg toen Syn Shenron Omega Shenron werd met de 7 Dragonballs. Hij fuseerde met Goku en werd SSJ4 Gogeta. Toen het bijna lukte om Omega Shenron te verslaan, was de fusie afgelopen.Later werd de situatie zelfs kritisch toen Goku en hij niet meer Super Saiyan 4 konden worden doordat ze te weinig energie hadden. Gelukkig wist Goku energie uit het hele universum te halen om een grote Spirit Bomb te creëren. Zo werd Syn Shenron vernietigd.

#### Einde van Dragon Ball GT
Vier generaties later kwam weer een Saiyan aan met de naam Vegeta. Zijn naam is Vegeta Jr. In het laatste World Martial Arts Tournament vecht hij tegen de kleinzoon van Pan, Goku Jr. (afstammeling van Goku). In het gevecht tegen Goku Jr. en Vegeta Jr. zit oma Pan in het publiek te kijken en ziet plotseling tussen het publiek Goku kijken naar het gevecht. Goku loopt daarna weg en verdwijnt. En Pan probeert Goku te volgen maar ze raakt hem kwijt.
Ook heeft Vegeta een broertje, genaamd Tarble. Dit wordt bekendgemaakt in de Dragonball Special, Yo! Son Goku and His Friends Return!!.
Deze Special is alleen in het Japans met engelse ondertiteling te bezichtigen.

## Ascended Super Saiyan
Deze vorm is veel krachtiger dan zijn reguliere Super Saiyan niveau. Op dit niveau, noemt Vegeta zichzelf "Super Vegeta." Hij heeft dezelfde technieken dan als Super Saiyan, alleen is hij nu veel gespierder. Zijn haar is ook groter en iets scherper, en hij kijkt en handelt meer dominant. Vanwege de spieren die Vegeta's massa verhogen, is hij veel sterker dan in zijn Super Saiyan vorm, en zijn snelheid en behendigheid zijn onbelast, in tegenstelling tot volgende fase van Ascended Super Saiyan, die hem aanzienlijk vermindert in snelheid, maar hem wel sterker maakt. Vegeta ging over in deze transformatie dankzij de training in de Hyperbolic Time Chamber toen hij tegen Cell in zijn semi-Perfect vorm vocht, evenals Cell in zijn perfecte vorm. Tien suggereert dat deze vorm een vermogen had dat gelijk is aan die van Perfect Cell, en door Piccolo's cellen had Vegeta Cell niet kunnen elimineren, omdat Vegeta de Final Flash aanval gebruikte. Hij had slechts een arm van Cell vernietigd, waarna Cell regenereerde. Cell had ook weer terug kunnen komen, aangezien dit gebeurde toen hij zichzelf opblies omdat hij het van Super Saiyan 2 Gohan niet kon winnen.

## Technieken
- Final Flash (Een supersterke energiegolf waarbij hij bij het laden/voorbereiden zijn armen opzij houdt en om te schieten samen laat komen en vervolgens de straal vuurt, een van Vegeta's kenmerkende bewegingen.)
- Big Bang Attack (Vegeta's karakteristieke aanval. Hij opent zijn hand alsof hij een stopteken maakt en vuurt daarna een ki-aanval uit waaruit een wolk tevoorschijn komt gelijkend op die van een nucleaire explosie.)
- Galick Gun (Een techniek gelijk aan de Kame Hame Ha, maar paars en afgevuurd met beide handen open.)
- Super Galick Gun (Een aanval die alleen Golden Oozaru Bebi Vegeta gebruikt. Wordt op dezelfde manier afgevuurd als de Galick Gun.)
- Galaxy Breaker (Een aanval waarmee Vegeta zijn krachten oplaadt en een krachtige witte energiestraal afvuurt op zijn tegenstander. Vegeta gebruikte deze aanval om Nappa te doden.)
- Ultimate Sacrifice (Vegeta's Ki ontploft in zijn eigen lichaam, waardoor hij zichzelf opoffert (zoals een Bom). Deze aanval kost al zijn Ki en hijzelf wordt hierdoor opgeofferd. Vegeta gebruikt deze aanval tegen Boo.)
- Power Ball (Deze is te zien in de Saiyan-saga, dit is een bal die dient om het maanlicht te projecteren, zodat hij in een Giant Ape kan veranderen. Dit is geen aanval.)
- Super Explosive Wave (Gelijk aan de Ultimate Sacrifice, maar hierbij overleeft de persoon het. De aanval creëert een blauwe schokgolf en de gebruiker raakt hierdoor uitgeput. Alleen Goku, Vegeta en Gohan kunnen dit.)
- Atomic Blast (Vegeta schiet een krachtige elektrische energiestraal uit twee vingers.)
- Meteor Burst (Majin Vegeta schiet krachtige gele energiestralen op zijn tegenstanders.)
- Dirty Fireworks (Hij laat zijn tegenstander exploderen.)
- (Super)Final Shine Attack (Een aanval zoals Final flash maar met een hand of 2 handen afgevuurd. Alleen Vegeta en Trunks kunnen deze aanval uitvoeren, en heeft 2 versies.)